# Универсальный солдат 4
«Универсальный солдат 4» (англ. Universal Soldier: Day of Reckoning, дословно «Универсальный солдат: День расплаты») — американский научно-фантастический боевик, срежиссированный Джоном Хайамсом. Сюжетно фильм не имеет прямой связи с предыдущими лентами серии кроме первой, альтернативным продолжением которой является наряду с «Универсальным солдатом 3». Также является первым фильмом в серии, снятом в формате 3D. Съёмки проходили в США (Батон-Руж, штат Луизиана) с 9 мая по 19 июня 2011 года. 4 октября 2012 года фильм вышел в кинотеатрах России, а 30 ноября 2012 года — в ограниченном прокате в кинотеатрах США.
Фильм был заявлен как крайне кровавый и жестокий, наполненный обилием действа и боевых сцен, а его сюжет — смесью «Бегущего по лезвию» и «Апокалипсиса сегодня».

## Сюжет
Джон выходит из комы и обнаруживает, что его жена и дочь были зверски убиты во время вторжения в их дом. С помощью агента ФБР Гормана страдающий амнезией Джон идентифицирует преступника как бывшего Универсального солдата (УниСола) Люк Деверо, ныне находящегося в розыске. Горман активирует спящего агента Магнуса, одного из клонированных унисолов следующего поколения. Магнус добирается до борделя и убивает всех женщин, работающих там, и большинство посетителей. Его последний противник, клонированный унисол Эндрю Скотт, выводит Магнуса из строя и вводит ему сыворотку, которая освобождает его от правительственного контроля. Магнус знакомится с сепаратистской группой, возглавляемой Деверо и Скоттом, которые принимают своенравных унисолов, чтобы повернуть их против правительства США, таким образом устанавливая новый порядок, управляемый унисолами.
Полный решимости найти Деверо, Джон получает звонок от неизвестного, который утверждает, что является его другом Айзеком, призывая к встрече. В своем доме он находит Айзека мертвым и доказательства его участия в правительственной программе «Унисол». Найденный на месте преступления спичечный коробок приводит Джона в стриптиз-клуб, где его узнает стриптизерша по имени Сара, которую он не может вспомнить. Магнус вводит Джону сыворотку Скотта, после чего Джон галлюцинирует о Деверо, но сохраняет свою волю. Джон следует за Сарой в ее квартиру, где на них снова нападает Магнус. Хотя в бою Джон теряет несколько фаланг пальцев, герои убегают. Сара говорит Джону, что помнит, как он работал водителем грузовика, жил в хижине на берегу реки и что у них были романтические отношения.
Ставя под сомнение собственные воспоминания, Джон просит встречи с агентом Горманом. Он узнает, что Деверо часто видели в доках, откуда Джон привозил грузы. Джон отправляется в доки, осматривает последний груз и встречается с местным менеджером Роном Кастеллано, который проигрывает кадры со скрытой камеры, на которых видно, как Джон жестоко убивает Айзека.
Когда Джон и Сара направляются к хижине, их снова останавливает Магнус. После окончательного устранения Магнуса Джон осознает, что он обладает превосходной силой, сопротивлением и боевыми способностями; его отрубленные пальцы тем временем отросли. Джон и Сара добираются до хижины и обнаруживают, что в ней живет точная копия Джона, который объявляет себя оригиналом, убившим Айзека и имевшим контакты с Сарой и Кастеллано в прошлом. Оригинальный Джон прошел через промывку мозгов, чтобы выследить Деверо, но был завербован им и нанят в качестве перевозчика и убийцы для своей организации, пока не встретил Сару и не покинул Деверо. Он пытается убить Сару, но его убивает второй Джон, который теперь подозревает, что он и сам унисол.
У реки бродячий унисол доставляет Джона в подпольную штаб-квартиру сепаратистов. Там его встречает доктор Су, бывший ученый программы, который показывает, что Джон был синтетически создан несколькими неделями ранее, поэтому его семья никогда не существовала. Доктор Су также говорит, что пропавшая партия содержит оборудование, которое позволит Деверо создавать клонов. Джон принимает предложение Су хирургическим путем разорвать его эмоциональную связь с фальшивыми воспоминаниями о своей семье, но боль и привязанность к этим воспоминаниям сводят Джона с ума. Он убивает всех унисолов на своем пути, достигая кульминации в противостоянии с Эндрю Скоттом один на один. Затем Джон сам добирается до Деверо; в последовавшей схватке Деверо в конце концов одерживает верх. Понимая, что цикл отправки клонов Джона против него обречен на повтор, и видя в Джоне достойного преемника, Деверо позволяет Джону убить его.
Позже Джон снова встречается с агентом Горманом. Горман признает свою причастность к программе «Унисол» и то, что он намеренно навел неосознанного Джона на след Деверо. Горман приписывает успех Джона его семейной привязанности, в отличие от патриотизма, привитого его предшественникам. Джон убивает Гормана, затем клон Гормана и три унисола появляются из фургона Джона. Клон уезжает в машине Гормана, намекая, что Джон приобрел оборудование для клонирования и возглавил сепаратистскую группу, теперь решившую проникнуть в правительство, которое он считает ответственным за свою боль.

## В ролях
| Актёр                   | Роль         |
| ----------------------- | ------------ |
| Жан-Клод Ван Дамм       | Люк Деверо   |
| Дольф Лундгрен          | Эндрю Скотт  |
| Скотт Эдкинс            | Джон         |
| Мария Боннер            | Сара         |
| Андрей Орловский        | Магнус       |
| Дэвид Дженсен           | доктор Су    |
| Кристофер Ван Варенберг | Майлс        |
| Рас Блэквелл            | агент Горман |
| Рой Джонс               | унисол       |